# شامانية مغولية

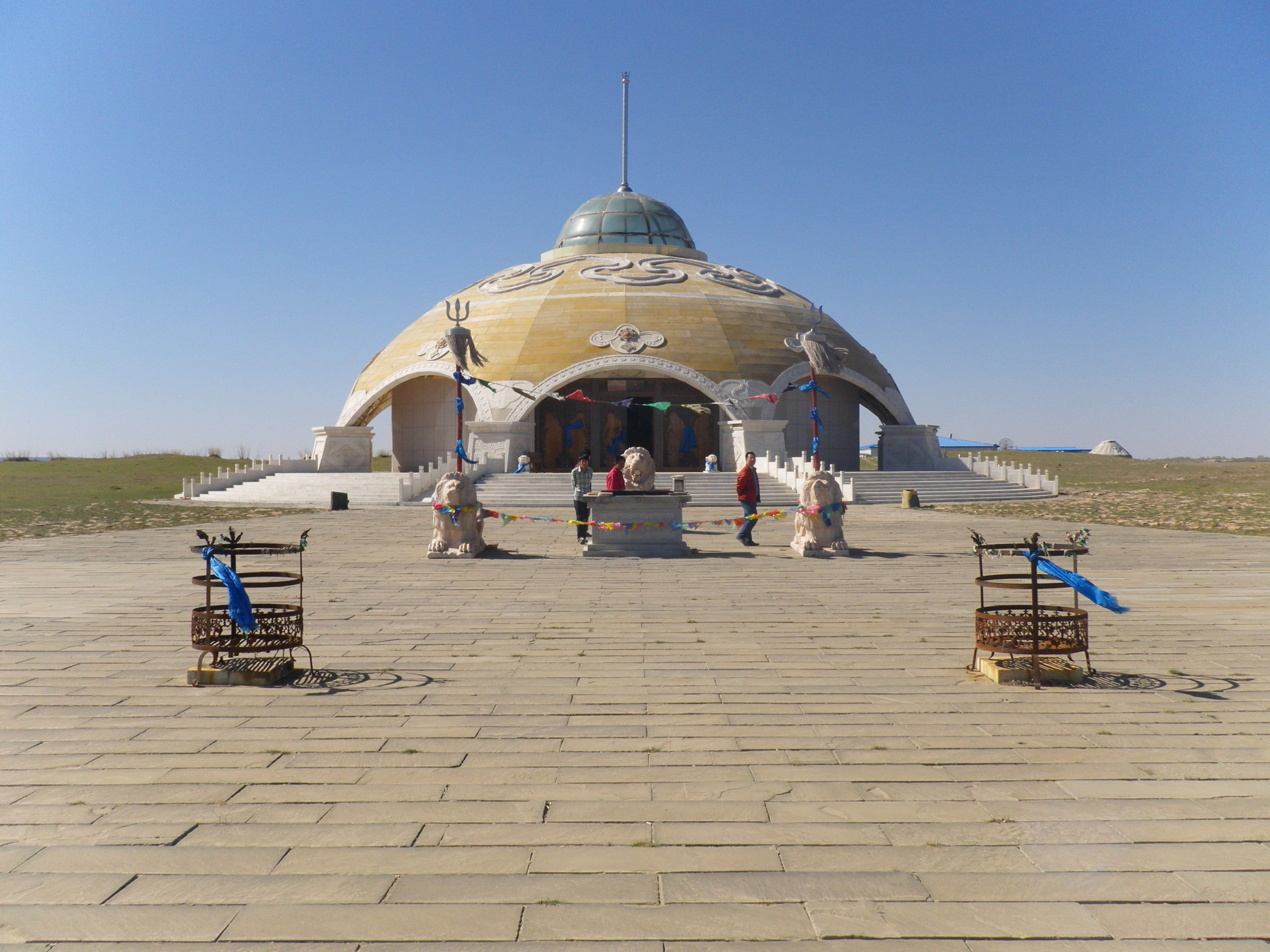

الشامانية المغولية (بالمنغولية: Бөө мөргөл - Böö mörgöl)، تُسمى بشكل أعم الدين الشعبي المنغولي، أو التنغرية أحيانًا، تشير إلى الإحيائية والدين الإثني الشاماني الذي يُمارس في منغوليا والمناطق المحيطة (بما في ذلك بورياتيا ومنغوليا الداخلية) منذ عصر التاريخ المسجل على الأقل. ارتبطت في المراحل الأولى المعروفة بشكل معقد بجميع جوانب الحياة الاجتماعية الأخرى والتنظيم القبلي للمجتمع المنغولي. خلال مسيرتها، تأثرت بالبوذية واختلطت بها. قُمعت بشدة خلال السنوات الاشتراكية من القرن العشرين، وعادت منذ ذلك الحين.
يستخدم مصطلح الشامانية الصفراء لتحديد الصيغة الخاصة من الشامانية المنغولية التي تعتمد النمط التعبيري للبوذية. يشير «الأصفر» إلى البوذية في منغوليا، لأن معظم البوذيين هناك ينتمون إلى ما يسمى غيلوغ أو «الطائفة الصفراء» للبوذية التبتية، التي يرتدي أعضاؤها قبعات صفراء في أثناء الخدمات. يميزها المصطلح أيضًا عن الشامانية السوداء وهي شكل من أشكال الشامانية لا يتأثر بالبوذية (وفقًا لأتباعه). 
تُركز الشامانية المنغولية على عبادة التنغري (الآلهة) والتنغري الأعلى (السماء، إله السماء، الرب) أو كرمستا تنغري. يُعتبر جنكيز خان في الديانة الشعبية المنغولية، أحد تجسيدات التنغري، إن لم يكن التجسيد الرئيسي لها. ويعتبر ضريح جنكيز خان في مدينة أوردوس، في منغوليا الداخلية، مركزًا هامًا لتقاليد العبادة هذه.

## الميزات
تُعد الشامانية المنغولية نظام عقائدي شامل يضم الطب، والدين، وتقديس الطبيعة وعبادة الأسلاف. كانت أنشطة الشفعاء الذكور والإناث، الشامان (بوو) والشامانيات (أودغان) بين العالم البشري وعالم الروح محور النظام، لم يكونوا الوحيدين الذين تواصلوا مع عالم الأرواح: أدى النبلاء وزعماء العشائر وظائف روحية، كما فعل العوام، وإن انعكاس التسلسل الهرمي للمجتمع العشائري المنغولي في طريقة العبادة.

### الآلهة وتقسيماتهم الطبقية
وصف كلاوس هيس التسلسل الهرمي الروحي المعقد في المجتمع المنغولي العشائري استنادًا إلى مصادر تعود إلى القرن الثالث عشر. تألفت المجموعة الأعلى في مجمع الآلهة من 99 تنغري (55 منهم خيّر أو «أبيض» و44 مرعب أو «أسود»)، 77 ناتيغاي أو «أمهات الأرض»، إلى جانب الآخرين. كان التنغري يُدعون فقط من القادة والشامان العظماء وكانوا مشتركين بين جميع العشائر. بعد ذلك، هيمنت ثلاث مجموعات من أرواح الأسلاف. كانت «أرواح الرب» أرواح زعماء العشائر الذين يمكن لأي عضو في العشيرة أن يطلب منهم المساعدة الجسدية أو الروحية. شملت «الأرواح الحامية» أرواح الشامان العظماء (جيغاري) والشامانيات (أبجيا). وتألفت «الأرواح- الحارسة» من أرواح شامان أصغر وشامانيات وارتبطت بمكان مُحدد (بما في ذلك الجبال والأنهار وما إلى ذلك) في أراضي العشيرة.
كان الفرق بين العظيم والأبيض والصغير والأسود (في الشامان والتنغري وما إلى ذلك) تكوينًا أيضًا في التقسيم الطبقي لثلاث مجموعات أخرى من الأرواح، تألفت من «الأرواح التي لم تُدخل بواسطة طقوس شامانية في طائفة أرواح الأسلاف» ولكن يمكن طلب المساعدة منهم رغم ذلك، أُطلق عليهم اسم «الثلاثة الذين يقبلون الدعوات» «( جالباريل أون غروبان)». كان البيض من نبلاء العشيرة، والسود من عامة الناس، وضمت فئة ثالثة «الأرواح الشريرة للرقيق والغيلان غير البشرية». أمكن للشامان البيض فقط تبجيل الأرواح البيضاء (إذا دعوا الأرواح السوداء «يفقدوا حقهم في تبجيل واستدعاء الأرواح البيضاء»)، يدعو الشامان السود الأرواح السوداء فقط (وسيرعبون للغاية من استدعاء الأرواح البيضاء لأن الأرواح السوداء ستعاقبهم). تُعين الأرواح البيض والسود وفقًا للوضع الاجتماعي، والشامان «وفقًا لقدرتهم ولتعيين روح أسلافهم أو روح خط نسب الشامان».